# 星太阳盘虫
星太阳盘虫（学名：Heliodiscus asteriscus）为镜盘虫科太阳盘虫属的动物。分布于地中海、印度洋、太平洋、大西洋，包括东海等海域。